# Shooting Star (Air Traffic)
Shooting Star is een nummer van de Britse indierockband Air Traffic uit 2007. Het is de enige single van hun tweede studioalbum Cultural Vultures.
"Shooting Star" is een pianoballad die gaat over een man die helemaal weg is van zijn geliefde. Het nummer bereikte een bescheiden 30e positie in het Verenigd Koninkrijk. In Nederland bereikte de plaat geen hitlijsten, terwijl in de Vlaamse Ultratop 50 de 36e positie gehaald werd. Hiermee was het de tweede hit voor Air Traffic.